# Burgess Abernethy
Burgess Abernethy (ur. 21 lutego 1987 roku w Gold Coast, Queensland, Australia) – australijski aktor. Znany jest głównie z roli Zane'a Bennetta w serialu H2O – wystarczy kropla.

## Filmografia
| Lata      | Tytuł                  | Rola           | Uwagi          |
| --------- | ---------------------- | -------------- | -------------- |
| 2000      | BeastMaster            | młody Dar      |                |
| 2006–2010 | H2O – wystarczy kropla | Zane Bennett   |                |
| 2007      | Zatoka serc            | Sean Evans     |                |
| 2008      | Na wysokiej fali       | dostawca Pizzy | rola gościnnia |